# چمپسوساروس
چمپسوساروس (نام علمی: Champsosaurus) نام یک سرده از راسته کوریستودرا است.